# Le Tuzan
Le Tuzan – to miejscowość i gmina we Francji, w regionie Nowa Akwitania, w departamencie Żyronda.
Według danych na rok 1990 gminę zamieszkiwały 153 osoby, a gęstość zaludnienia wynosiła 8 osób/km² (wśród 2290 gmin Akwitanii Le Tuzan plasuje się na 1023. miejscu pod względem liczby ludności, natomiast pod względem powierzchni na miejscu 567.).